# Ћаче
Душан Копривица (Куршумлија, 16. мај 1990), познатији као Ћаче (стилизовано Cache), српски је хип хоп музичар и текстописац. Заједно са Немањом Ђорђевићем чини двојац Ћаче и Ђаво.

## Биографија
Родом из Куршумлије, Душан је надимак „Ћаче“ добио по оцу Владу, који је локално познат као „Ћак“. Псеудоним представља традиционално наслеђе, док је Душан његов деминутив одабрао за своје уметничко име. Похађао је Гимназију у родном месту, након чега је уписао Филозофски факултет Универзитета у Приштини. Студије је окончао стеченим академским звањем мастер историчара. Из хобија се бави нумизматиком.
По завршетку студија преселио се у Београд, а у недостатку посла у струци, радио је као конобар и диск-џокеј. Од септембра 2018. године као професор ради у Основној школи „Милена Павловић–Барили“ у Вишњичкој бањи и Средњој школи у Гроцкој.
Члан је Удружења историчара и студената историје из Косовске Митровице.
Победио је у пливању за Часни крст у Куршумлији, на Богојављење 2011, 2012. и 2015. године.

## Музичка каријера
Копривица је музиком почео се бави током средње школе. У том периоду кренуо је да пише конкретне текстове и са неколико другова снима песме. Тај подухват је након неког времена прекинуо, а после вишегодишње паузе, 2015. је објавио прву песму под називом На путу за Луково на Јутјуб каналу. Касније је објавио још неколико песама, а наредне године снимљен је први спот, за песму И тебе сам сит теретано. Као и код већине раније објављених нумера, Копривица је аутор текста који репује, док Немања Ђорђевић изводи рефрен. Спот је допринео расту популарности двојца међу ширим аудиторијумом. Крајем новембра 2016, Ћаче и Ђаво су објавили спот за песму Провинцијалац, у ком се као гостујући вокал појављује манекен Милош Радичевић, док су у снимању истог учествовали натуршчици из серије Село гори, а баба се чешља, Никола Џамић и Мирољуб Трошић, као и политичар Рака Радовић. Музика и аранжман за песму дело су Данијела Грубовића, док је уводни инструментал урадио Никола Тришић. Сарадњу са Тришићем и саставом Крушевац гето, Копривица је започео раније, кроз заједнички рад на песми Маркет. Претходно, лета исте године, Копривица је био гост у истоименој емисији Милана Поповића, на Радио-телевизији Србије, заједно са још неколико музичара различитих жанрова.
Душан је средином 2017. објавио нумеру Албанска споменица, рекавши да је као историчар имао потребу да напише песму на ту тему, те да она нема превелики број преслушавања, односно прегледа на Јутјубу, али да је за њу углавном добио позитивне критике. Ћаче и Ђаво су у јулу исте године учествовали на манифестацији Културно лето у Блацу, где су изводили своје песме. Двојац је касније, током 2017. и 2018. објавио још неколико песама, од чега су за нумере Бетон лига, Конобар, односно Данас је дан снимљени спотови. Копривица је почетком новембра 2018. објавио сингл и спот под називом Бајка.

## Интерпретација
Копривица је реповањем почео да се бави са идејом да кроз текстове и начин интерпретације испољи говор типичан за свој крај, без тенденције да се прилагођава стандардима савремене хип хоп музике. Према сопственим речима, одрастао је слушајући репере који су неговали нагласак типичан за јужни део Србије, те је публици желео да понуди нешто другачије и избегне устаљени шаблон. Текстови које пише углавном су шаљиве природе, док саме песме неретко представљају пародије на неке појаве у друштву.

### Контроверзе
У видео снимку за песму Ел Манијаци, коју Копривица изводи заједно са Александром Бакићем, чији је псеудоним Застава 750, коришћене су фотографије преузете са друштвене мреже Фејсбук. На њима се, између осталих, појављује лик Славољуба Ристића, наставника физичког из Куршумлије, уз пропратни текст у виду стиха Јавља нам се неки тотов... Ристић је након објаве песме поднео тужбу Основном суду у Куршумлији због повреде угледа. Суд је поднесак одбацио као неоснован, уз образложење да је песма шаљивог карактера, те да спорни термин има увредљиво значење само на територији Војводине. Копривица се у изјави датој Радио-телевизији Србије оградио од негативне конотације конкретне песме, рекавши да је реч тотов чуо у друштву и да није знао да иста има експлицитно значење.

## Песме и синглови
| Година | Наслов                  | Остали извођачи                  | Матрица                                                | Продукција                      | Напомена |                    |      |
| ------ | ----------------------- | -------------------------------- | ------------------------------------------------------ | ------------------------------- | -------- | ------------------ | ---- |
| 2015.  | На путу за Луково       | Ђаво                             | Миле Игњатовић — На путу за лудило                     | студио „Пирана“                 |          |                    |      |
| 2015.  | Пијачни четвртак        | Ђаво                             | Кулио — Gangsta's Paradise                             | Зоран Васић                     |          |                    |      |
| 2015.  | Какву сам ракију пек’о  | Ђаво                             | Медени месец — Никад ником нисам рек’о                 | Зоран Васић                     |          |                    |      |
| 2015.  | Ел Манијаци             | Застава 750                      | Антонио Бандерас и Лос Лобос — Mi morena de mi corazon | Зоран Васић                     |          |                    |      |
| 2015.  | Уз Топлицу ветар шиба   | Ђаво                             | Медени месец — Уз Мораву ветар дува                    | Зоран Васић                     |          |                    |      |
| 2015.  | Стара школа             | Ђаво                             | Ана Бекута — Краљ поноћи                               | Зоран Васић                     |          |                    |      |
| 2016.  | Испратница              | Ђаво                             | Синан Сакић — Судбина ме на пут шаље                   | Зоран Васић                     |          |                    |      |
| 2016.  | И тебе сам сит теретано | Ђаво                             | Харис Џиновић — И тебе сам сит кафано                  | Зоран Васић                     | спот     |                    |      |
| 2016.  | Швајценегер             | Ђаво                             | Фламингоси — Здравко Чолић                             | Зоран Васић                     | спот     |                    |      |
| 2016.  | Штуцавица               | Ђаво                             | Цеца — Кукавица                                        | Зоран Васић                     | спот     |                    |      |
| 2016.  | Диздувава               | Ђаво                             | Ди-џеј Бобо — Чивава                                   | Зоран Васић                     |          |                    |      |
| 2016.  | Маркет                  | Крушевац гето                    | Никола Тришић                                          | Зоран Васић                     |          |                    |      |
| 2016.  | Провинцијалац           | Мишко Дилин и Ђаво               | Данијел Грубовић, Никола Тришић                        | Зоран Васић, Угљеша Јовановић   | спот     |                    |      |
| 2017.  | Коцкар                  | Ђаво                             | Миле Китић — Коцкар                                    | Зоран Васић, Угљеша Јовановић   |          |                    |      |
| 2017.  | Албанска споменица      | Ђаво                             | Аца Лукас — Умри у самоћи                              | Зоран Васић, Бојан Ранисављевић |          |                    |      |
| 2017.  | Тегет магија            | Крушевац гето                    | Никола Тришић                                          | Никола Тришић                   |          |                    |      |
| 2017.  | Бетон лига              | Ђаво                             | Јами — Чоколада                                        | Зоран Васић, Бојан Ранисављевић | спот     |                    |      |
| 2017.  | Конобар                 | Ђаво                             | Никола Јовановић                                       | Богдан Стојиљковић              | спот     |                    |      |
| 2018.  | СтуденЦка               | Ђаво                             | Зорица Брунцлик — Када би ме питали                    | Зоран Васић, Бојан Ранисављевић |          |                    |      |
| 2018.  | Договор са тастом       | Ђаво и Крушевац гето             | Никола Тришић                                          | Зоран Васић                     |          |                    |      |
| 2018.  | Данас је дан            | Ђаво                             | Никола Јовановић                                       | Богдан Стојиљковић              | спот     |                    |      |
| 2018.  | Сељачко летовање        | Млади Јовча                      | Стефан Радуловић                                       | студио „Епицентар“              |          |                    |      |
| 2018.  | Рабаџија                | Ђаво                             | Никола Тришић                                          | Богдан Стојиљковић              |          |                    |      |
| 2018.  | Бајка                   | Никола Тришић                    | Никола Јовановић                                       | Богдан Стојиљковић              | спот     |                    |      |
| 2018.  | Зимовање                | Милица Дељанин и Нина Јаковљевић | Никола Јовановић                                       | Зоран Васић                     | спот     |                    |      |
| 2019.  | Нема назад              | Ђаво                             | Душан Спасић                                           | Богдан Стојиљковић              |          |                    |      |
| 2019.  | Клипови                 | Ђаво                             | Никола Јовановић                                       | Богдан Стојиљковић              | спот     |                    |      |
| 2019.  | То је тај лајф          | Сандро и Панча                   | Панча                                                  | Wave Music TV                   | спот     |                    |      |
| 2019.  | Роштиљ                  | Ђаво                             | Никола Јовановић                                       | Богдан Стојиљковић              | спот     |                    |      |
| 2020.  | Сеоски гангстер         | Ђаво и Режма                     | Никола Јовановић                                       | Богдан Стојиљковић              | спот     |                    |      |
| 2020.  | Печем паприку           | Ђаво                             | Ваја Кон Диос — Puerto Rico                            | Богдан Стојиљковић              |          |                    |      |
| 2020.  | Брате мој               | Ђаво и Крушевац гето             | Никола Јовановић                                       | Богдан Стојиљковић              | спот     |                    |      |
| 2020.  | Циркус                  | Режма и Јована Дејић             | Никола Јовановић                                       | Марко Марковић                  | спот     |                    |      |
| 2021.  | Има Један Град          | Панча                            | Панча                                                  | Панча                           | спот     |                    |      |
| 2021.  | Ђаво носи браду         | Ђаво                             | Никола Јовановић                                       | Богдан Стојиљковић              | спот     |                    |      |
| 2021.  | Овде остајем            | Ђаво                             | Никола Јовановић                                       | Богдан Стојиљковић              | спот     |                    |      |
| 2022.  | Аутомеханичар           | Ђаво и Крушевац гето             | Никола Јовановић                                       | Богдан Стојиљковић              | спот     | Богдан Стојиљковић | спот |